# Lackabscheidung
Als Lacknebelabscheidung oder verkürzt Lackabscheidung werden Techniken bezeichnet, mit deren Hilfe die feste und flüssige Phase von Lackoverspray aus der Prozessluft von Lackierkabinen abgeschieden werden. 

## Overspray
Als Overspray bezeichnet man beim Lackierprozess mittels spritzender, sprühender oder zerstäubender Applikation den Anteil des verwendeten Lackes, der nicht auf das Werkstück gelangt. Overspray ist also sein Ziel verfehlender Lacknebel. Dieser muss zum Schutz der Umwelt kontrolliert abgeschieden, entsorgt, wiederverwendet oder verwertet werden.

## Anwendung
In industriellen Anwendungen werden Lacke unter kontrollierten Bedingungen aufgetragen. Kontrolliert wird Luftqualität bezogen auf Partikelgröße, Anzahl, Konzentration an flüchtigen organischen Verbindungen (VOCs), Luftfeuchte, Temperatur und Luftströmungsrichtung bzw. Luftströmungsgeschwindigkeit. Dies dient der Optimierung des Lackierergebnis und ist abhängig von der Applikationsart des Lackes und der Beschaffenheit des Substrats (Werkstücks). Das dem Lackierprozess nachgelagerte Abscheiden des Lackoversprays kann unterschiedliche Ziele verfolgen:
- Aufrechterhaltung der Funktionsfähigkeit der nachgeschalteten Anlagenteile
- Feuer- und Explosionsschutzgründe
- Prozessluft im Umluftbetrieb der Lackierkabine zurückführen zu können
- Vorreinigung der Anlagenabgase
- Lack dem Produktionsprozess zurückzuführen

## Gängige industrielle Lackabscheidetechnologien

### Nassauswaschung

Schema einer großtechnischen Nassauswaschung im Querschnitt.

Eine einfache Form der Oversprayabscheidung mittels Wasser ist die sogenannte Wasserwand. Dabei dient eine mit einem Wasser-Koaguliermittelgemisch benetzte Wand als Gegenseite der Lackapplikation. Overspray wird direkt in den „Wasserfall“ appliziert. Oft wird die Wasserwand durch Venturiwäscher ergänzt. Beim Venturiwäscher wird das Overspray auch mit Hilfe von zerstäubtem Wasser aus dem Prozessluftstrom abgeschieden. Die Prozessluft transportiert das Overspray zum Abscheidesystem. In typischen großindustriellen Anlagen befinden sich die Wäscher unterhalb der Lackierkabine. Ihre Aufgabe besteht darin, die mit Lacknebel beladene Luft möglichst intensiv in Wechselwirkung mit dem Auswaschwasser und dem enthaltenen Koagulierungsmittel zu bringen. Zur Verbesserung der Abscheidung wird das Overspray durch Verengung in den Absaugvorrichtungen stark beschleunigt (Venturiprinzip), um anschließend mit hoher Relativgeschwindigkeit in die wässrige Phase aufgenommen zu werden. Der durch Koagulierung entstehende Lackschlamm wird vom Waschwasser getrennt. Das Waschwasser wird aufbereitet und dem Auswaschprozess wieder zur Verfügung gestellt. Der Lackschlamm wird pressgetrocknet und entsorgt.

### Trockenabscheidung
Die Trockenabscheidung beschreibt eine Abscheidung des Lackoversprays ohne Einsatz von Wasser. Die größten Vorzüge der Trockenabscheidung liegen im Verzicht auf Chemikalien, dem Entfall der Entsorgung von Lackschlamm sowie niedrigen Betriebskosten und je nach System einen minimierten Energieverbrauch. Die meisten aktuellen Lackierlinien werden mit Trockenabscheidung ausgestattet. Die Trockenabscheidung von Lackoversprays kann in die nachfolgenden Techniken und/oder Abscheidesysteme unterschieden werden.  

#### Kartonagenabscheider / Kartonagenfilterbox
Eine Optimierung der Abscheidung über Filtermatten stellen Kartonagenfilter dar. Kartonagenfilter bieten die Möglichkeit, verschiedene Abscheidemechanismen zu kombinieren. Zudem können größere Filterflächen durch geschickte Geometrien realisiert werden. Kartonagenfilter arbeiten ohne Additive, was die Entsorgungsmasse signifikant reduziert. Zudem ist ihre Handhabung sehr einfach und die Anwendung energieeffizienter als andere Abscheideverfahren. Marktübliche Produkte in Boxformat sind unter dem Namen PaintBlock® und Edrizzi® bekannt. In größeren Abmessungen ist der E-Cube® verbreitet. Die Umrüstung einer Nassauswaschung auf die Trockenabscheidung ist mit der Kartonagenfilterbox einfach zu realisieren.

#### Steinmehl
Bei der Trockenabscheidung mittels Steinmehl wird Overspray mit Kalksteinmehl gebunden. Das Additiv Steinmehl wird in diesem Prozess fein gemahlen und in großen Mengen eingesetzt. Den eigentlichen Luftfiltervorgang übernehmen Starrkörperfilter. Das Steinmehl wird dabei als Schutzschicht auf den Filter aufgebracht. Anschließend lagern sich die Lackpartikel an das Steinmehl an. Bei Überschreiten eines bestimmten Druckverlusts über den belegten Filter wird die Steinmehl-Lackschicht mittels Druckstoß von der Reingasseite aus wieder vom Filter gereinigt. Eine neue Steinmehlschicht wird auf den Filter aufgebracht. Das verunreinigte Steinmehl kann je nach Lackkonzentration wiederverwendet oder ausgetauscht werden. Verunreinigtes Steinmehl kann thermisch gereinigt werden. Eine thermische Verwertung ist in der Zementindustrie oder in Kohlekraftwerken denkbar. 

#### Elektrostatische Abscheidung
Bei der elektrostatischen Abscheidung werden in einem Nass-Elektrofilter die im Overspray enthaltenen Partikel elektrostatisch an dafür vorgesehene Flächen abgeschieden. Die Partikel werden mit einem Trennmittel, das in der Regel ein Gemisch aus Wasser und weiteren Zusätzen ist, von den Flächen entfernt und in einen Vorlagebehälter gefördert, wo sie agglomieren und in einem nachfolgenden Schritt mittels Dekanter oder Zentrifuge aus dem Flüssigkeitskreislauf ausgeschleust werden können.   